# Årets bok
Årets bok är ett årligen återkommande litteraturpris som delas ut av Bonniers Bokklubbar. Priset instiftades år 2016 och delas ut i samband med Bokmässan. Första året gick priset till Martina Haag och boken Det är något som inte stämmer
Det är Bonniers Bokklubbars redaktörer som nominerar böcker från året som gått. En jury väljer sedan ut de tolv mest relevanta nomineringarna och svenska folket får sedan rösta fram sin favorit. För att bli nominerad ska boken uppfylla följande kriterier:
- Hög språklig kvalitet.
- Väl berättad historia sett till handling, karaktärer och miljö.
- Tilltalar en bred läsekrets.
- Svensk och utländsk skönlitteratur (spänning och roman).
- Utgiven på svenska i Sverige (oberoende av förlag/egenutgivning) under året som gått.

## Pristagare
- 2016 – Det är något som inte stämmer, Martina Haag[2]
- 2017 – Glöm mig, Alex Schulman[3]
- 2018 – 1793, Niklas Natt och Dag[4]
- 2019 – Silvervägen, Stina Jackson[5]
- 2020 – Där kräftorna sjunger, Delia Owens[6]
- 2021 – Stöld, Ann-Helen Laestadius
- 2022 – Dit du går, följer jag, Lina Nordquist
- 2023 – Folk som sår i snö, Tina Harnesk[7]
- 2024 – Tranorna flyger söderut, Lisa Ridzén[8]